# Friedrich Karl Georg Fedde

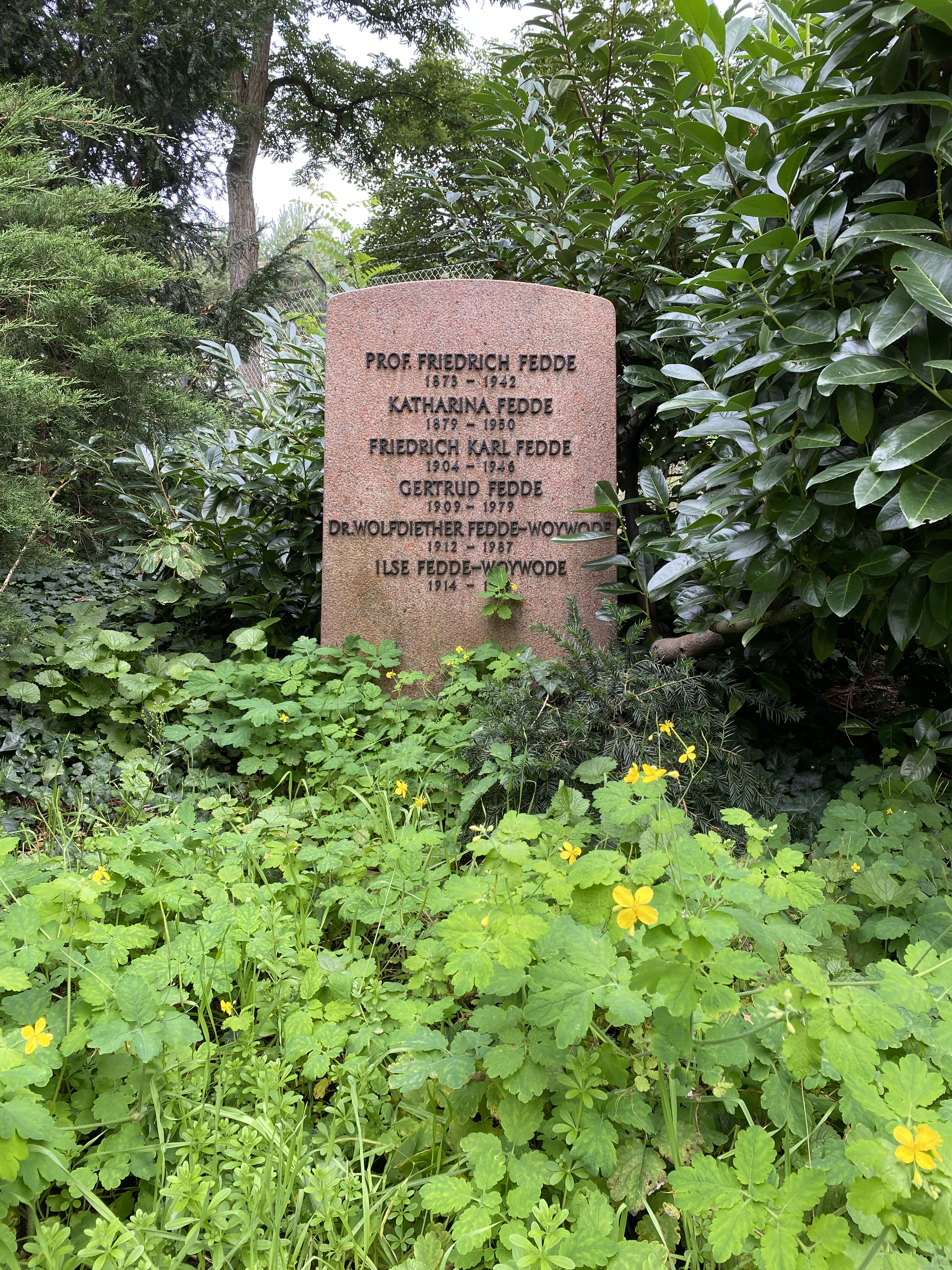
Familiengrabstätte Fedde

Friedrich Karl Georg Fedde (* 30. Juni 1873 in Breslau; † 14. März 1942 in Berlin-Dahlem) war ein schlesischer, deutscher Botaniker. Sein offizielles botanisches Autorenkürzel lautet „Fedde“.

## Leben und Wirken
Fedde war Professor in Berlin. Er war von 1911 bis 1942 Begründer und Herausgeber des Repertorium specierum novarum regni vegetabilis (Berlin), die nach seinem Tod ihm zu Ehren in Feddes Repertorium umbenannt wurde, sowie im gleichen Zeitraum der Beihefte. Für das Werk Das Pflanzenreich von Adolf Engler bearbeitete er Papaveraceae-Hypecoideae et Papaveraceae-Papaveroideae (1909) sowie für die 2. Auflage 1936 für Band 17b Papaveraceae.
Friedrich Fedde starb 1942 im Alter von 68 Jahren an einem Schlaganfall in seiner Wohnung in der Fabeckstraße 49 in Berlin-Dahlem. Sein Grab befindet sich auf dem Waldfriedhof Dahlem.

## Dedikationsnamen
Nach Friedrich Fedde wurde die Pflanzengattung Feddea Urb. aus der Familie der Korbblütler (Asteraceae) und die Mohn-Hybride Papaver ×feddeanum K. Wein benannt.

## Werke
- Lichtbilder zur Pflanzengeographie und Biologie. 1912